# Configurações organizacionais
Configurações organizacionais é um modelo de compreensão das organizações para o desenvolvimento de estratégias, proposto por Henry Mintzberg . Para qualquer configuração há o envolvimento da assimilação de partes básicas da organização, dos mecanismos de coordenação, parâmetros de design e fatores situacionais. A partir da compreensão das configurações, juntamente com outros elementos envolvidos na proposta teórica, podem ser visualizados os tipos de gestão estratégicos mais adequados  para os diferentes tipos de organizações.

## As partes básicas da organização
Mintzberg propôs que a partir de seis partes ideais básicas seria possível visualizar as operações da maioria das organizações existentes.
Na base, há os operadores, os funcionários que desempenham o trabalho básico para fabricar produtos e prestar serviços. Isto é chamado de núcleo operacional. Exemplos: Agentes de Compras, Operadores de Máquinas, Montadores, Vendedores, Expedidores.
Quando a organização é mais complexa, exige também pelo menos um gerente em tempo integral, que ocupará o que é denominado de cúpula estratégica, pelo qual todo sistema é supervisionado. Exemplos: Conselho de Administração, Presidente, Comitê Executivo.
À medida que cresce a organização exige um maior número de gerentes. É criada então uma linha intermediária, uma hierarquia de autoridade entre o núcleo operacional e a cúpula estratégica. Exemplos: Operações, Marketing, Diretores de Fábricas, Diretores Regionais de Vendas.

Minzbergs organigram

Uma maior complexidade pede outro grupo de pessoas, os analistas. Estes desempenham tarefas administrativas – planejar e controlar formalmente o trabalho de outros. Esses analistas formam a tecnoestrutura fora da hierarquia da linha de autoridade. Exemplos: Planejamento Estratégico, Contabilidade, Escritório de Projetos (PMO), Formação, Investigação Operacional, Planificação da Produção, Métodos de Trabalho, Empregados Administrativos de Tecnoestrutura.
Acrescente a tudo isso as unidades auxiliares para fornecer vários serviços internos, desde copa ou sala de correspondência até serviços jurídicos ou relações públicas. Estas unidades e a parte da organização que elas compõem são a equipe de apoio. Exemplos: Conselho Jurídico, Relações Públicas, Relações Laborais, Investigação e Desenvolvimento, Definição de Preços, Processamento de Salários, Recepção, Serviço de Correio e Cantina.
Por fim, tem-se a chamada ideologia, que envolve as tradições e crenças que particularizam uma organização.

## As configurações organizacionais
A combinação, força maior ou menor, das seis partes básicas juntamente com mecanismos básicos de coordenação, parâmetros de design e fatores situacionais formam sete possíveis configurações organizacionais.
Organização empresarial: é o tipo mais simples de organização, fortemente centralizada na figura do executivo principal ou de um empreendedor.
Organização máquina: tem caráter repetitivo, que favorece a uniformidade dos procedimentos e a padronização das práticas administrativas. Não depende de uma única pessoa. Possui tecnoestrutura. Compreende os especialistas e dirigentes de áreas como planejamento, finanças, treinamento, pesquisa operacional ou programação do produto.
Organização profissional: baseia-se na gestão do conhecimento. É dominado por especialistas com treinamento avançado, o poder do conhecimento prevalece na organização profissional. Tende a ser democrática.
Organização diversificada: são as grandes corporações empresariais, com muitas unidades de negócios, assim como as grandes universidades que tem muitos campi e os ministérios governamentais que dirigem empresas estatais. Normalmente é resultado da diversificação de uma organização de máquina.
Organização inovadora: são organizações jovens, que enfatizam a pesquisa e precisam inovar constantemente, para lidar com ambientes dinâmicos. São singularmente orgânicas e descentralizadas. São adhocracias, significa que são organizações com pouca estrutura formal. Busca encontrar novos conhecimentos. A cooperação é o mecanismo básico de coordenação. A Adhocracia apresenta dificuldades, devido ao desperdício de tempo. Apesar disso as vantagens são largamente superiores.
Organização missionária: controle das pessoas por meio de crenças e símbolos.
Organização política: não tem parte mais importante, nem mecanismos de coordenação geral, e são caracterizadas pelo conflito.
Todas as organizações, de acordo com Mintzberg, têm algum grau de conflito que se baseia num componente político. O conflito é positivo porque estimula a mudança, mas quando se generaliza o conflito pode comprometer o funcionamento da organização.

## Forças e formas
As configurações organizacionais podem ainda ser associadas a forças como direção, eficiência, proficiência, responsabilidade, aprendizado, cooperação e competição para explicar o progresso e as mutações das organizações. Isto envolve combinações, conversões, contradições e competências.
Direção está associada à forma empreendedora, a fim de conduzir a organização na execução das suas atividades de forma mais fácil para atingir os seus objetivos. Isso também é chamado de “visão estratégica”. 
Eficiência está associada á forma máquina. Se a organização não se preocupa com a sua eficiência isso pode ter como consequências aumento de custos. Sendo assim, essa força possibilita um maior benefício em relação aos custos incorridos. 
Proficiência está associada á forma profissional. A organização necessita disso para funções específicas que demandam maiores níveis de habilidade e competência. 
Responsabilidade está associada á forma profissional. Se as várias áreas da organização não conseguem ajustar seus propósitos para atingir um fim coletivo, torna-se muito difícil administrar a organização diversificada. 
Aprendizado está associado á forma inovadora. As organizações devem explorar novas ideias e inovar-se de modo que possa trazer benefícios a si, aos clientes e todos que estão a sua volta. As forças cooperação e competição não estão relacionadas nenhuma forma específica. 
Cooperação, representada pela ideologia. Essa é a força para reunir. 
Competição, representada pela política. Essa é a forma para separar.

## Mecanismos decoordenação
Tendo como base que a estrutura de uma empresa, esta pode ser definida como as maneiras em que o trabalho é dividido e o modo de coordenação utilizado pelas mesmas. Acredita-se que cinco  mecanismos podem estruturar as organizações e mantê-las unidas: o ajuste mútuo, a supervisão direta, a padronização do processo de trabalho, a padronização de resultados e a padronização de habilidades.
Primeiramente, o ajustamento mútuo obtém a coordenação do trabalho pelo simples processo de comunicação informal. Este mecanismo é utilizado em organizações mais simples na qual o núcleo operacional é responsável pelo processo de decisão, ou seja, o controle do trabalho está nas mãos dos operadores.  Ao contrário disso, este também pode ser utilizado em organizações mais complexas, mas à medida que aumenta a complexidade das tarefas, a tendência é que se dê espaço para o segundo mecanismo no qual diz que quando uma pessoa passa a ser responsável pelo trabalho de outras, uma supervisão direta assume a coordenação para dar-lhe instruções e monitorar suas ações. Neste segundo mecanismo, fica clara a necessidade de um líder que possua um conhecimento específico, pois somente os ajustes mútuos não são suficientes para coordenar o trabalho da equipe.
O terceiro mecanismo diz que o trabalho não necessariamente precisa ser monitorado por um uma supervisão direta ou realizado por ajuste mútuo. Os processos podem ser padronizados, caso o conteúdo de trabalho seja especificado ou programado, ou seja, com a padronização é possível delinear todos os procedimentos a serem seguidos, o que facilita realizar as atividades. O quarto mecanismo diz respeito à uniformização de resultados. A padronização dos outputs (saídas) ocorrem quando os resultados são especificados, ou seja, é possível coordenar e definir atividades quando se tem as saídas estruturadas. Sendo assim, é importante ressaltar que para se chegar ao padrão esperado, as entradas para o trabalho e os resultados (saídas) podem ser esboçados.
Por fim, nem sempre processos e resultados podem ser padronizados, por isso a solução é padronizar as habilidades e o conhecimento dos trabalhadores disponíveis, conforme o nível de exigência que uma determinada atividade necessita para ser desenvolvida. No entanto, indiretamente este tipo de padronização atinge o que a destes dois tipos estabelecem: controlar e coordenar o trabalho.

## Design (projeto) organizacional
O projeto da estrutura organizacional, de acordo com Mintzberg, aciona os fatores que influenciam a divisão do trabalho e sua coordenação. Há 10 parâmetros, divididos em 4 grupos:
A - Trata dos projetos de posições individuais, que incluem: especialização do trabalho, formalização do comportamento, treinamento e doutrinação.
Especialização do trabalho visa decidir as tarefas que cada pessoa realizará. O gestor deve determinar quão especializada é cada tarefa e quanta habilidade o profissional apresenta.
Formalização do comportamento: as organizações formalizam o comportamento dos seus funcionários para reduzir desigualdades, prever e controlá-las. Elas são formalizadas utilizando-se de mecanismos de padronização do processo de trabalho, são as organizações burocráticas. 
Treinamento: o conjunto de competências requerido para algumas atividades pode ser muito complexo e exigir treinamento do pessoal antes que iniciem na tarefa, visando adquirir conhecimentos e habilidades. A organização pode decidir quais treinamentos e quais funcionários selecionar.
Doutrinação: a socialização é o processo pelo qual o profissional aprende sobre os valores e normas da empresa. Ela ocorre de modo informal através da interação com outros profissionais ou de modo formal através da doutrinação, isto é, processo que visa inserir o funcionário na cultura da empresa.
B – Trata do projeto da superestrutura e inclui: agrupamento de unidades e dimensão da unidade.
Agrupamento de unidades: consiste no posicionamento de unidades em que cada uma fica sob a responsabilidade de um gestor. Cada unidade se junta às outras para formar um grupo maior, constituindo a organização e sendo administrada por um único gestor. A hierarquia de poder é estabelecida e as unidades funcionam de forma interdependente.
Dimensão da unidade: apesar do tamanho de uma equipe ser associada à extensão do seu controle, historicamente, há dois fatores que interferem nesta extensão: os níveis de padronização e burocracia presentes no grupo podem dificultar as interações, aumentando sua dimensão; enquanto o nível de flexibilidade da equipe, quanto maior, mais diminui estrategicamente a dimensão do grupo.
C – Trata do projeto de conexão para detalhar a superestrutura e inclui: sistemas de planejamento e controle e dispositivos de conexão.
Sistema de planejamento e controle: é muito importante para o projeto. O objetivo do planejamento é padronizar as entregas geradas pela organização, sendo o controle uma ferramenta para saber se esta padronização foi alcançada e se as entregas foram realizadas da forma esperada.
Mecanismos de conexão: são desenvolvidos para estimular uma coordenação mútua entre as equipes. Cada unidade pode ter líderes formais e informais, que facilitam a interação entre os grupos. Pode haver uma estrutura matricial em que as decisões são tomadas em conjunto, na qual representantes das equipes se reúnem para as decisões coletivas.
D – Trata do projeto de tomada de decisão e inclui: descentralização vertical e descentralização horizontal.
Centralização: o poder de decisão se concentra num grupo específico da organização.
Descentralização: o poder de decisão está disperse entre mais pessoas da organização. Há quatro tipos possíveis de descentralização:
- Vertical: o poder de decisão é delegado entre gerentes/gestores obedecendo a uma cadeia de hierarquia.
- Horizontal: o poder formal e informal está disperso entre pessoas da organização, mesmo que elas não sejam gestoras.
- Seletiva: algumas decisões são tomadas por uma área específica da organização.
- Paralela: vários tipos de decisões são tomadas por um grupo específico da organização.